# Belmonte, Bồ Đào Nha
Belmonte là một huyện thuộc tỉnh Castelo Branco, Bồ Đào Nha. Huyện này có diện tích 119 km², dân số thời điểm năm 2001 là 7592 người.